# Lutherville-Timonium
Lutherville-Timonium était une localité américaine de l'État du Maryland, dans le comté de Baltimore. 
D’une superficie de 19,1 km2, elle comptait 15 814 habitants en 2000. 
À l'occasion du recensement de 2010, elle fut séparée en deux localités distinctes : Lutherville d'une part et Timonium de l'autre.